# Ali Abunimah

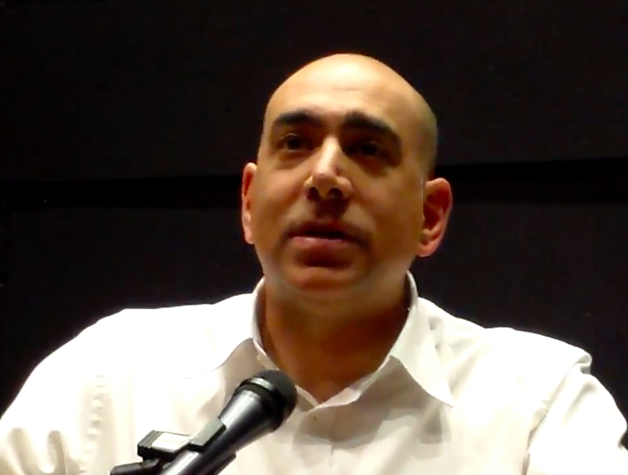
Ali Abunimah während eines Vortrages im Hampshire College in 2014

Ali Hasan Abunimah (* 29. Dezember 1971 in Washington, D.C.) ist ein palästinensisch-amerikanischer Journalist. Abunimah gründete die Electronic Intifada im Jahr 2001. Die Plattform berichtet aus einer palästinensischen Perspektive über Ereignisse im Nahen Osten, und Abunimah tritt regelmäßig in großen Mediennetzwerken auf, um die palästinensische Sicht zu vertreten.

## Leben
Geboren in Washington, D.C., als Sohn palästinensischer Eltern aus dem Westjordanland. Abunimahs Mutter kommt ursprünglich aus Lifta in der Nähe von Jerusalem und wurde während der Nakba 1948 ein Flüchtling. Sein Vater stammt aus Battir, einem Dorf im Westjordanland; er war ein jordanischer Diplomat, der als Abgesandter der Vereinten Nationen diente. Abunimah ist ein Absolvent der Princeton University und der University of Chicago sowie ein häufiger Kommentator zum Thema Naher Osten. Regelmäßig erstellt er Beiträge für den Chicago Tribune und die Los Angeles Times.
Er ist Co-Gründer der Electronic Intifada (siehe auch: Intifada), einer propalästinensischen Nachrichtenseite, die es sich zur Aufgabe gemacht hat, „proisraelischen Schlagseite in den amerikanischen Mainstreammedien“ entgegenzuwirken, indem sie „Informationen aus einer palästinensischen Perspektive“ anbietet. Des Weiteren war er Vize-Präsident des Arab American Action Network. Er lebt in Chicago, Illinois.
Abunimah ist Unterstützer der Boycott, Divestment and Sanctions Kampagne. Im Juli 2024 wurde gegen ihn ein Betätigungsverbot in Deutschland ausgesprochen. Im Januar 2025 wollte er in Zürich in der Schweiz auftreten, doch erwirkte die Kantonspolizei Zürich eine Einreisesperre gegen ihn, worauf er nach Ankunft in Zürich verhaftet wurde.

## Veröffentlichungen
Abunimah ist Autor des im Oktober 2006 veröffentlichten Buches One Country: A Bold Proposal to End the Israeli-Palestinian Conflict, in welchem er eine Einstaatenlösung propagiert. In seinen Publikationen kritisiert er die israelische Politik in den besetzten Gebieten, Westjordanland, Ostjerusalem, Gazastreifen und Golanhöhen scharf.